# Лі Лінвей
Лі Лінвей (кит.: 李玲蔚) — китайська легкоатлетка, метальниця списа, призерка чемпіонату світу, дворазова чемпіонка Азії, медалістка Азійських ігор.
Лі Лінвей виграла змагання з метання списа на чемпіонатах Азії 2013 та 2017 років, 2009 року вона була другою. Вона була другою на Азійських іграх 2014 року й третьою — 2014 року. На чемпіонаті світу 2015 року в Пекіні Лі Лінвей показала 5-ий результат, а на Лондонському чемпіонаті 2017 року виборола срібну медаль. Брала участь в Олімпіадах у Лондоні та Ріо-де-Жанейро, але не потрапляла до фіналу.
Особистий рекорд — 6,25 м, встановлений на Лондонському чемпіонаті світу.